# Jan Vacek
Jan Vacek (* 10. Mai 1976 in Prag,  Tschechoslowakei) ist ein ehemaliger tschechischer Tennisspieler. Seine beste Platzierung in der Weltrangliste war der 61. Platz im Einzel (5. August 2002) sowie der 115. Platz im Doppel (25. April 2005). Vacek erreichte in allen vier Grand-Slam-Turnieren die Hauptrunde, wobei sein bestes Ergebnis das Erreichen des Achtelfinals bei den Wimbledon Championships 2002 war.

## Karriere
Vacek erreichte im Laufe seiner Karriere sieben Einzel-Finals auf der ATP Challenger Tour, wobei er viermal siegte und drei Niederlagen hinnehmen musste. Bei den Brasil Open 2001 gewann er als nicht gesetzter Spieler das Herreneinzel, wobei er den auf Platz acht gesetzten Argentinier Mariano Zabaleta mit im Achtelfinale, den auf Platz sechst gesetzten Brasilianer Alexandre Simoni mit im Halbfinale und den fünftgesetzten Brasilianer Fernando Meligeni mit 2:6, 7:6 (7:2) und 6:3 im Finale besiegte. Dies war Vaceks erster und einziger Titel auf der ATP Tour.

## Erfolge
| Legende (Anzahl der Siege)                       |
| Grand Slam                                       |
| Tennis Masters Cup ATP World Tour Finals         |
| ATP Masters Series ATP World Tour Masters 1000   |
| ATP International Series Gold ATP World Tour 500 |
| ATP International Series ATP World Tour 250 (1)  |
| ATP Challenger Tour (7)                          |

| ATP-Titel nach Belag |
| Hartplatz (4)        |
| Sand (3)             |

### Einzel

#### Turniersiege

##### ATP Tour
| Nr. | Datum          | Turnier   | Belag | Finalgegner       | Ergebnis       |
| --- | -------------- | --------- | ----- | ----------------- | -------------- |
| 1.  | September 2001 | São Paulo | Sand  | Fernando Meligeni | 2:6, 7:62, 6:3 |

##### Challenger Tour
| Nr. | Datum         | Turnier     | Belag     | Finalgegner   | Ergebnis       |
| --- | ------------- | ----------- | --------- | ------------- | -------------- |
| 1.  | Dezember 2000 | Prag        | Sand      | Ivo Heuberger | 6:77, 7:5, 6:3 |
| 2.  | Mai 2001      | Rocky Mount | Sand      | Ramón Delgado | 7:60, 7:5      |
| 3.  | August 2001   | Linz        | Sand      | Markus Hipfl  | 1:6, 6:1, 6:2  |
| 4.  | April 2006    | Cardiff     | Hartplatz | Uros Vico     | 7:65, 1:6, 6:3 |

### Doppel

#### Turniersiege

##### Challenger Tour
| Nr. | Datum          | Turnier       | Belag     | Partner      | Finalgegner                                  | Ergebnis      |
| --- | -------------- | ------------- | --------- | ------------ | -------------------------------------------- | ------------- |
| 1.  | September 2004 | Aschaffenburg | Sand      | Ota Fukárek  | Kornél Bardóczky Gergely Kisgyörgy           | 3:6, 6:4, 6:3 |
| 2.  | August 2005    | Vigo          | Sand      | Lars Uebel   | Guillem Burniol José Antonio Sánchez de Luna | 6:4, 6:3      |
| 3.  | August 2005    | Breslau       | Hartplatz | Lukáš Rosol  | Michal Mertiňák Jean-Claude Scherrer         | 7:5, 7:64     |
| 4.  | April 2007     | Cardiff       | Hartplatz | Pavel Šnobel | Paul Baccanello Wesley Moodie                | kampflos      |

#### Finalteilnahmen

##### ATP Tour
| Nr. | Datum         | Turnier          | Belag | Partner          | Finalgegner           | Ergebnis       |
| --- | ------------- | ---------------- | ----- | ---------------- | --------------------- | -------------- |
| 1.  | 14. Juni 2004 | ’s-Hertogenbosch | Rasen | Lars Burgsmüller | Martin Damm Cyril Suk | 3:6, 7:67, 3:6 |

### Leistungsbilanz bei den wichtigsten Turnieren
| Turnier 1            | 2000 | 2001 | 2002              | 2003              | 2004              | 2005              | 2006              | 2007              | 2008              |
| -------------------- | ---- | ---- | ----------------- | ----------------- | ----------------- | ----------------- | ----------------- | ----------------- | ----------------- |
| Australian Open      | –    | Q1   | 1R                | 1R                | 2R                | Q1                | –                 | –                 | –                 |
| French Open          | –    | Q1   | 1R                | –                 | 2R                | –                 | Q1                | –                 | Q2                |
| Wimbledon            | –    | 1R   | AF                | –                 | 1R                | –                 | –                 | –                 | Q2                |
| US Open              | Q1   | 1R   | 1R                | 1R                | Q3                | Q1                | Q3                | Q2                | –                 |
| Indian Wells Masters | –    | –    | Q1                | –                 | –                 | –                 | –                 | –                 | –                 |
| Miami Masters        | –    | Q1   | 2R                | 1R                | –                 | –                 | –                 | –                 | –                 |
| Hamburg Masters      | –    | –    | –                 | –                 | Q1                | –                 | –                 | –                 | –                 |
| Cincinnati Masters   | –    | –    | –                 | Q3                | –                 | –                 | –                 | –                 | –                 |
| Stuttgart Masters    | –    | Q1   | nicht ausgetragen | nicht ausgetragen | nicht ausgetragen | nicht ausgetragen | nicht ausgetragen | nicht ausgetragen | nicht ausgetragen |